# Estación Huchu Payana
Huchu Payana era una estación de ferrocarril ubicada las áreas rurales del departamento Moreno, Provincia de Santiago del Estero, Argentina.
Fue construida en 1928 por el Ferrocarril Central Norte Argentino. Funcionó hasta 1961.

## Servicios
No presta servicios de pasajeros ni de cargas. Sus vías se encuentran en ruinas. Correspondía al ramal Ramal C24 del Ferrocarril General Belgrano.